# Faweux (Herve)
 (juillet 2020).
Si vous disposez d'ouvrages ou d'articles de référence ou si vous connaissez des sites web de qualité traitant du thème abordé ici, merci de compléter l'article en donnant les références utiles à sa vérifiabilité et en les liant à la section « Notes et références ».
Faweu(x), en wallon Fawêu, est un hameau de la ville belge de Herve, située en Région wallonne dans la province de Liège. Il serait une dépendance du village de Charneux (Herve). Le terme de hameau a été appliqué à cette section de commune dès la fin du XVIIIe siècle. 